# Presidente dello Stato di Palestina
Il Presidente dello Stato di Palestina è il capo dello Stato di Palestina e dell'Organizzazione per la Liberazione della Palestina. La sede della presidenza è a Ramallah.
Il primo presidente è stato dal 1988 Arafat. Dalla morte di Arafat la carica è rimasta vacante fino all'avvento di Mahmūd Abbās, insediatosi come presidente nel 2009.

## Elenco dei presidenti (1994-oggi)
| No.                                               | Nome (Nascita-Morte)                                              | Nome (Nascita-Morte)      | Mandato                                             | Mandato                            | Partito                                                 |
| ------------------------------------------------- | ----------------------------------------------------------------- | ------------------------- | --------------------------------------------------- | ---------------------------------- | ------------------------------------------------------- |
| 1                                                 |                                                                   | Yasser Arafat (1929–2004) | 2 aprile 1994                                       | 11 novembre 2004 (morto in carica) | Fatah Organizzazione per la Liberazione della Palestina |
| carica vacante (11 novembre 2004 - 8 maggio 2005) |                                                                   |                           |                                                     |                                    |                                                         |
| 2                                                 |                                                                   | Mahmoud Abbas (1935–)     | 8 maggio 2005 dal 8 maggio 2005 al 23 novembre 2008 | in carica                          | Fatah Organizzazione per la Liberazione della Palestina |
| 2                                                 | 8 gennaio 2013 Presidente dello Stato Palestinese osservatore ONU | Mahmoud Abbas (1935–)     |                                                     | in carica                          | Fatah Organizzazione per la Liberazione della Palestina |